# Hugh Mitchell (skådespelare)

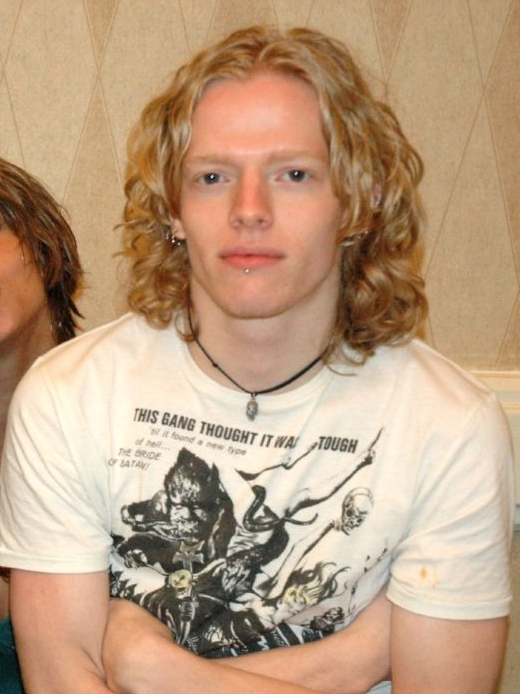
Hugh Mitchell

Hugh William Mitchell, född 7 september 1989 i Winchester, är en engelsk skådespelare, förmodligen främst känd för att ha spelat Colin Creevey i Harry Potter och Hemligheternas kammare. Hugh studerade vid King Edward VI School i Southampton från 2003 till 2006. Han är elev vid Peter Symonds College och tillbringar det mesta av sin fritid med att spela trummor i sitt rockband, The Craving